# Плотников, Александр Витальевич
Алекса́ндр Вита́льевич Пло́тников (род. 17 сентября 1958) — советский и российский футболист, защитник, полузащитник.
Всю карьеру провёл в клубе «Дружба» Йошкар-Ола во второй (1977—1989), второй низшей (1990—1991) лигах СССР и первой российской лиге (1992—1993). Сыграл 366 матчей, забил 10 голов (неизвестны данные по 1979 году).